# Madame d'Heudicourt
 (mars 2013).
Si vous disposez d'ouvrages ou d'articles de référence ou si vous connaissez des sites web de qualité traitant du thème abordé ici, merci de compléter l'article en donnant les références utiles à sa vérifiabilité et en les liant à la section « Notes et références ».
Bonne de Pons, marquise d'Heudicourt (née en Poitou en 1641 et morte à Versailles le 24 janvier 1709), est l'une des maîtresses de Louis XIV (1665), appelée aussi Madame d'Heudicour, ou la Grande Louve, nom dérivé du titre de son mari le « Grand Louvetier de France ». Née protestante, comme Madame de Maintenon, elle se convertit au catholicisme pour ne pas décourager de beaux partis catholiques.

## Biographie

### Famille
D'une grande famille de Saintonge, descendante de Renaud VI de Pons, Bonne de Pons est la fille de Pons de Pons, baron de Bourg-Charente, gentilhomme ordinaire de la Chambre du Roi, et d'Elisabeth de Puyrigaud. Elle est la nièce du maréchal d'Albret, cousine de Madame de Montespan et de Marie-Anne de La Trémoille, et amie de Madame de Maintenon.
Sa sœur ainée, Élisabeth de Pons, née vers 1636, épousera François Amanieu d'Albret, comte de Miossens.

### La faveur
Appelée à la cour du jeune Louis XIV grâce au maréchal d'Albret et à la protection du frère du roi Philippe, duc d'Orléans, elle est fille d'honneur de la reine Marie-Thérèse. En 1661, elle devient brièvement la maîtresse du roi, à la même période que Louise de La Vallière. D'après Françoise de Motteville, les « manières un peu trop libres » de Bonne de Pons déplaisent à la Reine mère Anne d'Autriche qui demande à ce qu'on avertisse la jeune femme. La maréchale du Plessis s'empresse de la ramener à Paris, prétextant une maladie du Maréchal.
Bonne de Pons découvre la supercherie à Paris, et n'ose l'avouer qu'à Françoise d'Aubigné, la future Madame de Maintenon[réf. nécessaire]. Quand elle revient à la cour, le roi a choisi Louise de La Vallière pour maîtresse. Bonne de Pons participe à divers ballets au sein de la cour et continue à fréquenter l’hôtel d’Albret. En 1666, elle épouse le marquis d'Heudicourt Michel Sublet, Grand louvetier de France, gagnant ainsi le surnom de « Grande louve ». Quatre enfants naitront de ce mariage : Louise Sublet (née en 1668), Michel Sublet, Pons Auguste Sublet (né en 1676) et Armand-Gaston Sublet.

### Le secret et la disgrâce

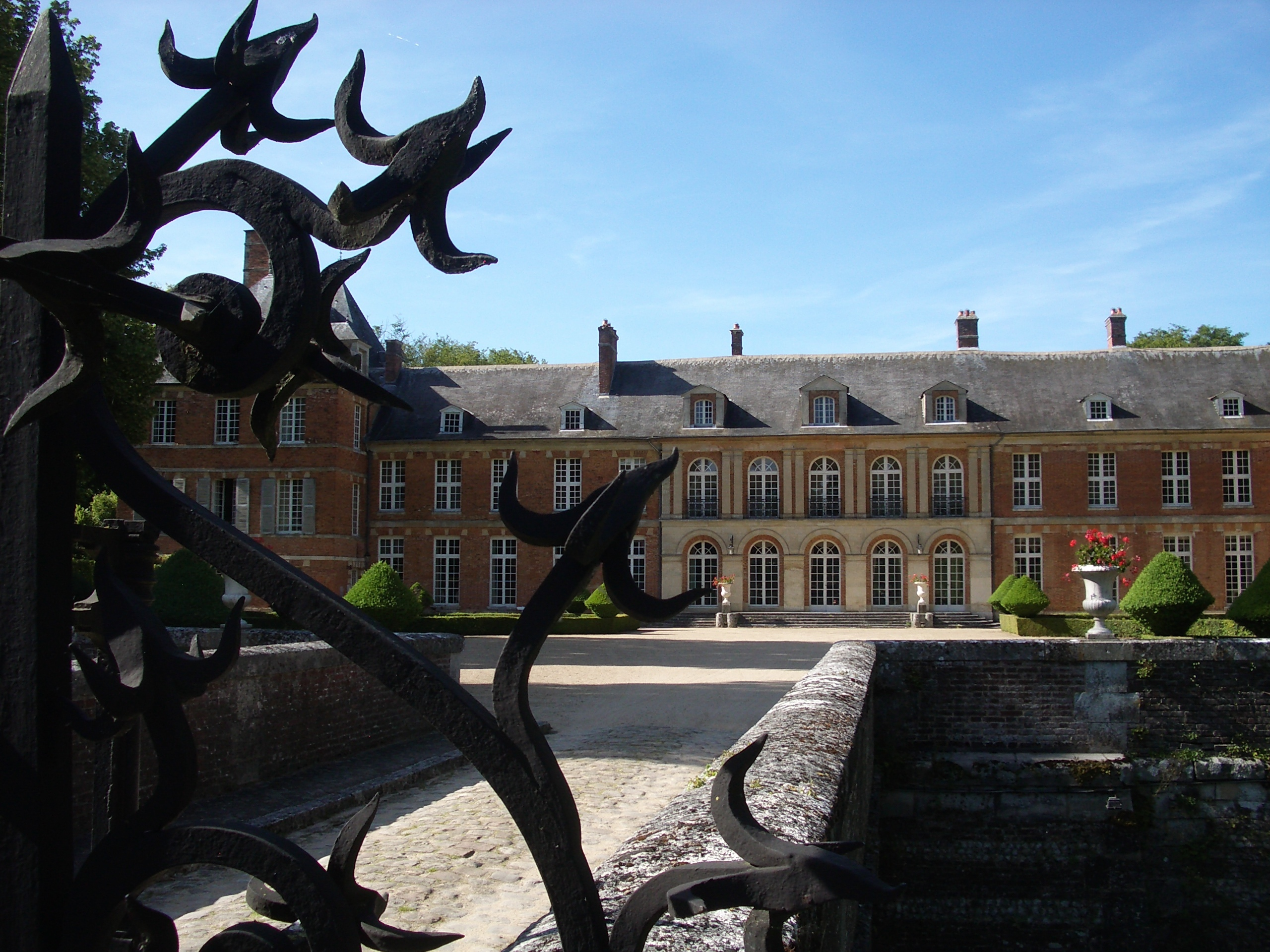
Le château d'Heudicourt où vivait madame d'Heudicourt.

Elle intercède auprès de Madame Scarron, la future Madame de Maintenon, pour que celle-ci accepte de devenir la gouvernante des enfants illégitimes du roi et de madame de Montespan. Pour mieux déguiser la situation, la fille unique de Madame d’Heudicourt, la jeune Louise Sublet, lui est également confiée. Elle les accompagne dans leurs déplacements à la cour, au point de passer « tantôt pour la sœur des petits princes, tantôt pour leur cousine ».
En 1671, elle est disgraciée pour avoir imprudemment révélé dans ses lettres, adressées au marquis de Béthune, les amours du roi et de madame de Montespan et l'existence de leurs enfants cachés, ainsi que pour des médisances au sujet du maréchal d'Albret et de Madame Scarron,. Elle se retire au château d’Heudicourt.

### Le retour en grâce
En décembre 1673, elle revient par « tolérance » à la Cour, retour favorisé par l'affection du roi pour sa fille et par l'influence de Madame de Maintenon alors amie du roi, toujours reconnaissante envers l'amie qui fut à l'origine de sa faveur. À son retour, elle fut d'abord sous la protection de Madame de Montespan, puis après la chute de celle-ci, elle devient la protégée de Madame de Maintenon.[réf. nécessaire]
Elle meurt au matin du 24 janvier 1709, de « fluxions sur la poitrine » apparues quelques jours plus tôt. Madame de Maintenon se trouvait à son chevet.